# Sankt Radegund bei Graz
Sankt Radegund bei Graz (souvent abrégé en St. Radegund ; « Sainte-Radegonde-lès-Graz » en français) est une commune autrichienne du district de Graz-Umgebung en Styrie.

## Géographie

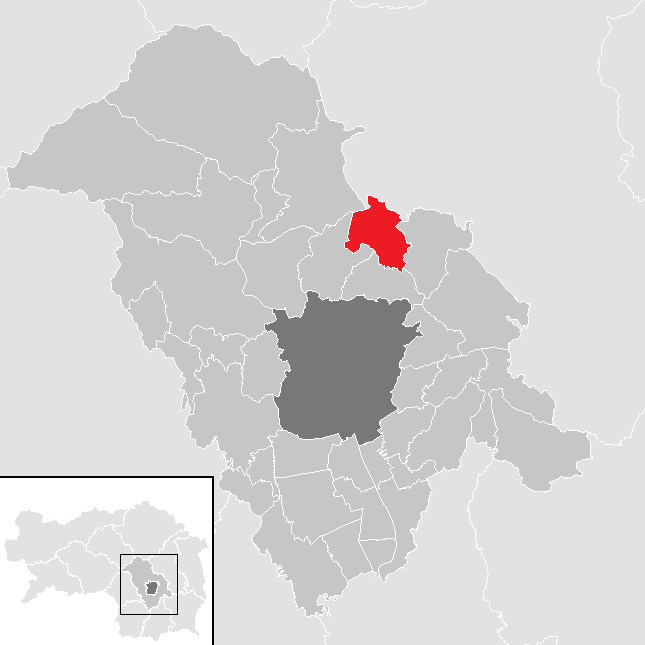
Situation de la commune dans le district de Graz-Umgebung.

Sankt Radegund bei Graz se situe à 13 km à vol d’oiseau au nord-nord-est de Graz. Le village se trouve au pied du mont Schöckl, dont le sommet appartient au territoire de la commune.
La commune comprend huit localités (Ortschaften) :
- Diepoltsberg (234 habitants),
- Ebersdorf (177 habitants),
- Kickenheim (115 habitants),
- Rinnegg (532 habitants),
- Sankt Radegund bei Graz (790 habitants),
- Schöckl (123 habitants),
- Willersdorf (173 habitants au 1er janvier 2020).

## Histoire

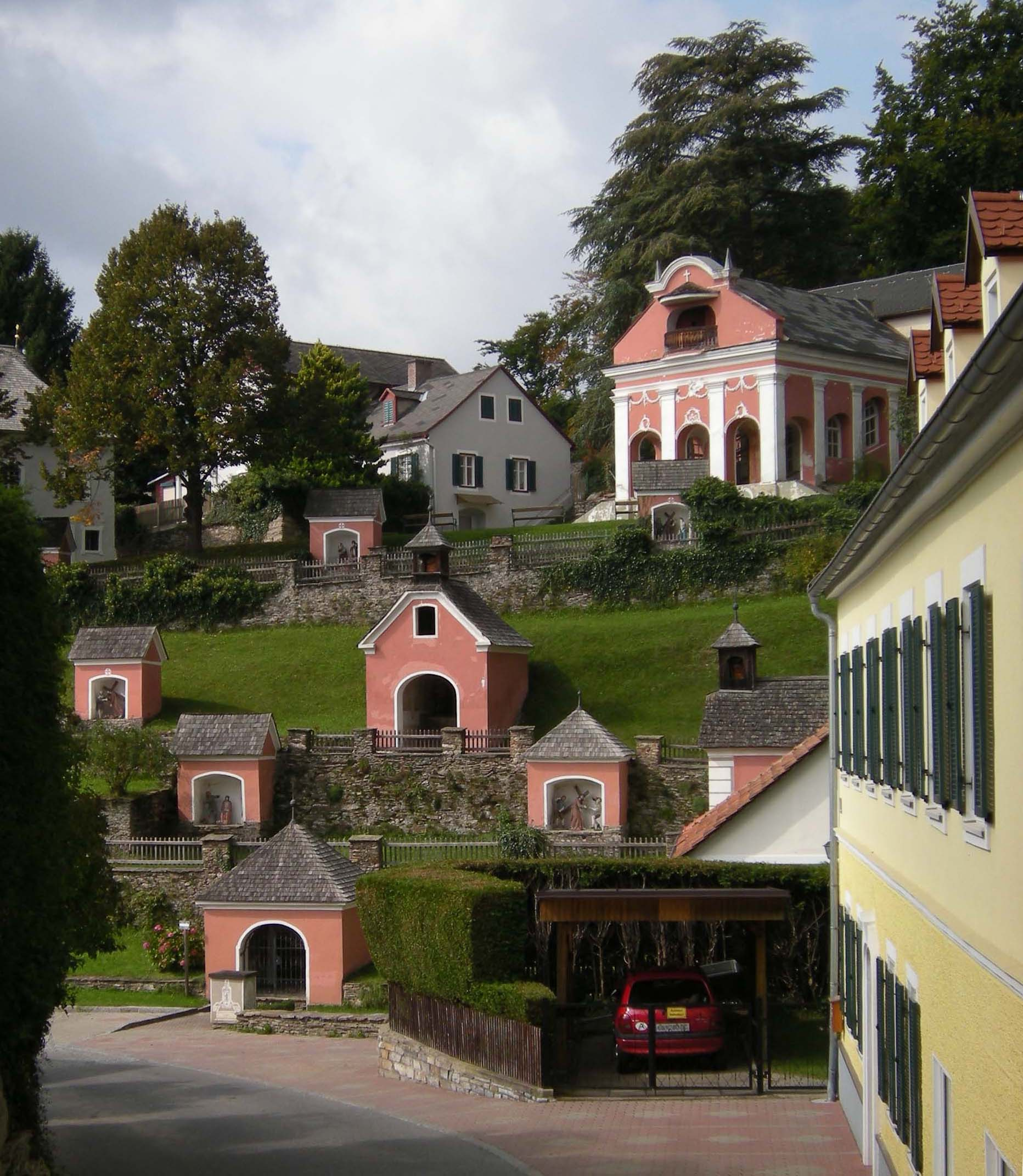
Le calvaire de Sankt Radegund bei Graz.